# Poroçan
Poroçan es una localidad albanesa del condado de Elbasan. Se encuentra situada en el centro del país y desde 2015 está constituida como una unidad administrativa del municipio de Gramsh. A finales de 2011, el territorio de la actual unidad administrativa tenía 1269 habitantes.
La unidad administrativa incluye los pueblos de Poroçan, Lleshan, Gjere, Kabash y Holtas.
Se ubica unos 10 km al noreste de la capital municipal Gramsh.